# ليو يانغ (منافس ألعاب قوى)
ليو يانغ هو منافس ألعاب قوى صيني، ولد في 27 أكتوبر 1986 في لياونينغ في الصين.

## وصلات خارجية
- ليو يانغ على موقع الاتحاد الدولي لألعاب القوى (الإنجليزية)
- ليو يانغ على موقع أوليمبيديا (الإنجليزية)
- ليو يانغ على موقع اللجنة الأولمبية الصينية (الإنجليزية)